# Rocío Boudy
Rocío Boudy (28 de enero de 1986) es una deportista argentina que compitió en taekwondo. Ganó una medalla de bronce en los Juegos Panamericanos de 2007, y una medalla de bronce en el Campeonato Panamericano de Taekwondo de 2006.

## Palmarés internacional
| Juegos Panamericanos    | Juegos Panamericanos     | Juegos Panamericanos | Juegos Panamericanos |
| Año                     | Lugar                    | Medalla              | Categoría            |
| ----------------------- | ------------------------ | -------------------- | -------------------- |
| 2007                    | Río de Janeiro (Brasil)  | Medalla de bronce    | –57 kg               |
| Campeonato Panamericano |                          |                      |                      |
| Año                     | Lugar                    | Medalla              | Categoría            |
| 2006                    | Buenos Aires (Argentina) | Medalla de bronce    | –63 kg               |